# Винник, Анатолий Яковлевич
Анато́лий Я́ковлевич Ви́нник (род. 15 июля 1936, с. Сиротино, Шебекинский район, Курская область, РСФСР, СССР) — советский государственный и партийный деятель. Первый секретарь Донецкого обкома КП Украины (1988—1990). Кандидат в члены ЦК КП Украины (1981—1988), член ЦК КП Украины (1988—1990). Член Политбюро ЦК КП Украины (1988—1990). Депутат Верховного Совета Украинской ССР X—XI созывов. Народный депутат СССР (1989—1991).

## Биография
Родился в селе Сиротино Шебекинского района, в крестьянской семье.
В 1954 году окончил Чистяковский горный техникум и пошел работать на шахту № 19 треста «Чистяковантрацит» города Торез Сталинской области сначала электрослесарем, затем горным мастером, механиком участка.
В 1960 году окончил высшие инженерные курсы при Днепропетровском горном институте.
В 1960—1961 г. — помощник начальника участка шахты имени Киселева треста «Чистяковантрацит», в 1961 году — механик и энергетик шахты имени Лутугина треста «Чистяковантрацит» Сталинской области.
В 1961—1964 г. — 1-й секретарь Торезского городского комитета ЛКСМУ Донецкой области.
Член КПСС с 1962 года.
В 1964—1965 г. — 2-й секретарь, в 1965—1969 г. — 1-й секретарь Донецкого обкома ЛКСМУ.
В 1969—1974 г. — 2-й секретарь Горловского городского комитета КПУ Донецкой области.
В 1974—1979 г. — заведующий отдела угольной промышленности Донецкого обкома КПУ.
В 1979—1987 г. — 1-й секретарь Макеевского городского комитета КПУ Донецкой области.
С 17 декабря 1987 по 22 июня 1988 — 2-й секретарь, с 22 июня 1988 по 9 февраля 1990 — 1-й секретарь Донецкого областного комитета КПУ.
В апреле 1990—1991 г. — заместитель заведующего отделом Госплана Украинской ССР.
Был депутатом Донецкого облсовета многих созывов, избирался членом бюро Донецкого обкома КПУ.

## Награды
Награжден двумя орденами Трудового Красного Знамени, орденом «Знак Почета», двумя медалями, Почетной Грамотой Президиума Верховного Совета УССР, Грамотой Президиума Верховного Совета УССР.